# Hesperanoplium
Hesperanoplium är ett släkte av skalbaggar. Hesperanoplium ingår i familjen långhorningar.
Kladogram enligt Catalogue of Life:
| Hesperanoplium | \| \| Hesperanoplium antennatum \| \| \| \| \| \| Hesperanoplium notabile \| \| \| \| |
|                | \| \| Hesperanoplium antennatum \| \| \| \| \| \| Hesperanoplium notabile \| \| \| \| |
|                | Hesperanoplium antennatum                                                             |
|                |                                                                                       |
|                | Hesperanoplium notabile                                                               |
|                |                                                                                       |